# Retorik
Retorik (fra oldgræsk ῥητορική [τέχνη] af ρήτωρ, rhētōr "offentlig taler") er :
1. Det at udtrykke sig sprogligt for at formidle sine tanker for at overbevise dem om sit synspunkt (retorik som aktivitet). Retorik som aktivitet er en grundlæggende menneskelig handling og ses i alle kulturer til alle tider.
2. Platon opfinder ordet retorik i dialogen Gorgias for at skille en tales form (retorik) fra dets indhold, da retorik ikke er Sokratisk dialektik (sandhedssøgende), retorik er derimod overtalelsesevne.
3. Den kunst, der studerer og beskæftiger sig med sproglig overbevisning, herunder stilistik, argumentation og æstetik (retorik som fag). Retorik som fag er en specifik tradition, som knytter sig til bestemte kulturer i Europa og deres kolonier, især i Nordamerika. Det er i Oldtidens Athen i det 4. århundrede f. Kr., man først begynder at diskutere denne overbevisningens kunst.
4. I dagligsproget bruges retorik ofte om sproglig form i modsætning til indhold ("tom retorik"). Det går dels tilbage til den klassiske konflikt mellem retorik og filosofi (Platon), dels til romantikkens dyrkelse af det naive og ukunstlede udtryk.

## Retorik i dag
I dag er retorik en akademisk disciplin på linje med andre humanistiske fag, og moderne retorik beskæftiger sig ikke kun med sproglig kommunikation, som skal overbevise andre. Eksempelvis visuel retorik. I Danmark kan man studere retorik på Københavns Universitet, og den første professor i faget var Jørgen Fafner.
Retorikforskere diskuterer fagets mål, metoder, teorier, historie og identitet. I 2011 samlede interessen sig om to spørgsmål: 
- i hvor høj grad kan man sige, at individet taler sproget, og i hvor høj grad det er sproget, der taler individet? Er der sammenhæng mellem sprog og person? og hvilke konsekvenser har denne sammenhæng for retorikundervisning og retorisk kritik?

- har retorik en etisk dimension, og hvad bør det indebære?

## Det klassiske retoriske system
De tre talegenrer:
- 1. genus judiciale (γένος δικανικόν), på dansk almindeligvis juridisk tale, retstale eller "forensisk tale": behandler, om en ting er sket eller ikke er sket
- 2. genus deliberativum (γένος δημηγορικόν), på dansk almindeligvis deliberativ tale eller politisk tale: behandler, om noget skal gøres eller ikke skal gøres
- 3. genus demonstrativum (γένος ἐπιδεικτικόν), på dansk almindeligvis epideiktisk tale eller lejlighedstale: roser eller dadler en person eller ting

De fem forarbejdningsfaser:
- 1. inventio (εὕρεσις): argumenter fremfindes (topik)
- 2. dispositio (τάξις): talen disponeres
- 3. elocutio (λέξις): talen formuleres og udsmykkes stilistisk
- 4. memoria (μνήμη): talen læres udenad
- 5. pronuntiatio (ὑπόκρισις): talen fremføres

Talens dele:
- 1. exordium (προοίμιον): indledning
- 2. narratio (διήγησις): redegørelse for sagen
- 3. divisio (πρόθεσις): sagsforholdet
- 4. argumentatio (πίστις): bevisførelse
- 5. peroratio (ἐπίλογος): afslutning

De fire staseis (sagsstillinger):
- 1. status conjecturalis / constitutio conjecturalis (στοχασμός): om gerningen blev begået
- 2. status definitivus / constitutio definitiva (ὅρος): hvilken gerning der blev begået
- 3. status generalis / constitutio generalis (ποιότης): hvordan gerningen skal bedømmes
- 4. status translativus / constitutio translativa (μετάληψις): om sagen overhovedet skal bedømmes ved den pågældende instans

De tre stillejer:
- 1. genus subtile (χαρακτήρ ἰσχνός): den enkle stil, bruges til belæring og argumenter (docere et probare)
- 2. genus medium / mixtum (χαρακτήρ μέσος/μικτός): den mellemste stil, bruges til at behage og fornøje (conciliare et delectare)
- 3. genus grande / sublime (χαρακτήρ μεγαλοπρεπής/ὑψηλός): den ophøjede stil, bruges til at bøje og bevæge (flectere et movere)

De fem stilkvaliteter:
- 1. Latinitas (Ἑλληνισμός): korrekt sprog
- 2. perspicuitas (σαφήνεια): tydelighed
- 3. aptum (πρέπον): passende ordvalg
- 4. ornatus (κόσμος): smukt sprog
- 5. brevitas (συντομία): kortfattethed

## Nøglepersoner
- Lysias (ca. 445 – ca. 380 f.Kr.)
- Isokrates (436-338 f.Kr.)
- Aristoteles (384-322 f.Kr.)
- Marcus Tullius Cicero (106-43 f.Kr.)
- Marcus Fabius Quintilian (ca. 35 e.Kr. – ca. 95)